# Свешников, Иван Петрович (государственный деятель)
Иван Петрович Свешников (1923 — 1980) — советский государственный и политический деятель, председатель Орловского областного исполнительного комитета.

## Биография
Родился в 1923 году. Член ВКП(б) с 1945 года.
В 1941—1980 гг. — технолог, мастер, комсорг на заводе в г. Куйбышеве, первый секретарь Кировского райкома комсомола г. Куйбышева, заведующий отделом, секретарь, первый секретарь Орловского обкома ВЛКСМ, первый секретарь Советского райкома КПСС г. Орла, второй секретарь Орловского горкома КПСС, председатель Орловского горисполкома, заместителем председателя Орловского облисполкома, первый секретарь Орловского городского комитета КПСС, второй секретарь Орловского областного комитета КПСС, председатель Исполнительного комитета Орловского областного Совета, заместитель министра местной промышленности РСФСР.
Избирался депутатом Верховного Совета РСФСР 7-го, 8-го и 9-го созывов. Был делегатом 23-го, 24-го и 25-го съездов КПСС.
Умер 5 мая 1980 года в Москве.